# I Remember Clifford
(Leo Ravera)
I Remember Clifford è un brano musicale jazz composto dal sassofonista Benny Golson in memoria del trombettista Clifford Brown morto prematuramente in un incidente stradale. Fu inciso per la prima volta nel gennaio 1957 da Donald Byrd e Gigi Gryce nell'LP Jazz Lab.

## Il brano
Nonostante il brano sia un tributo per l'amico scomparso, il pezzo non esprime disperazione, la musica è ispirata al ricordo, più che all'assenza. Malgrado la sofisticata costruzione armonica, la melodia risulta sempre naturale, il tema principale sembra proprio esprimere un ricordo che è dentro di noi e riaffiora quando meno ce lo aspettiamo.

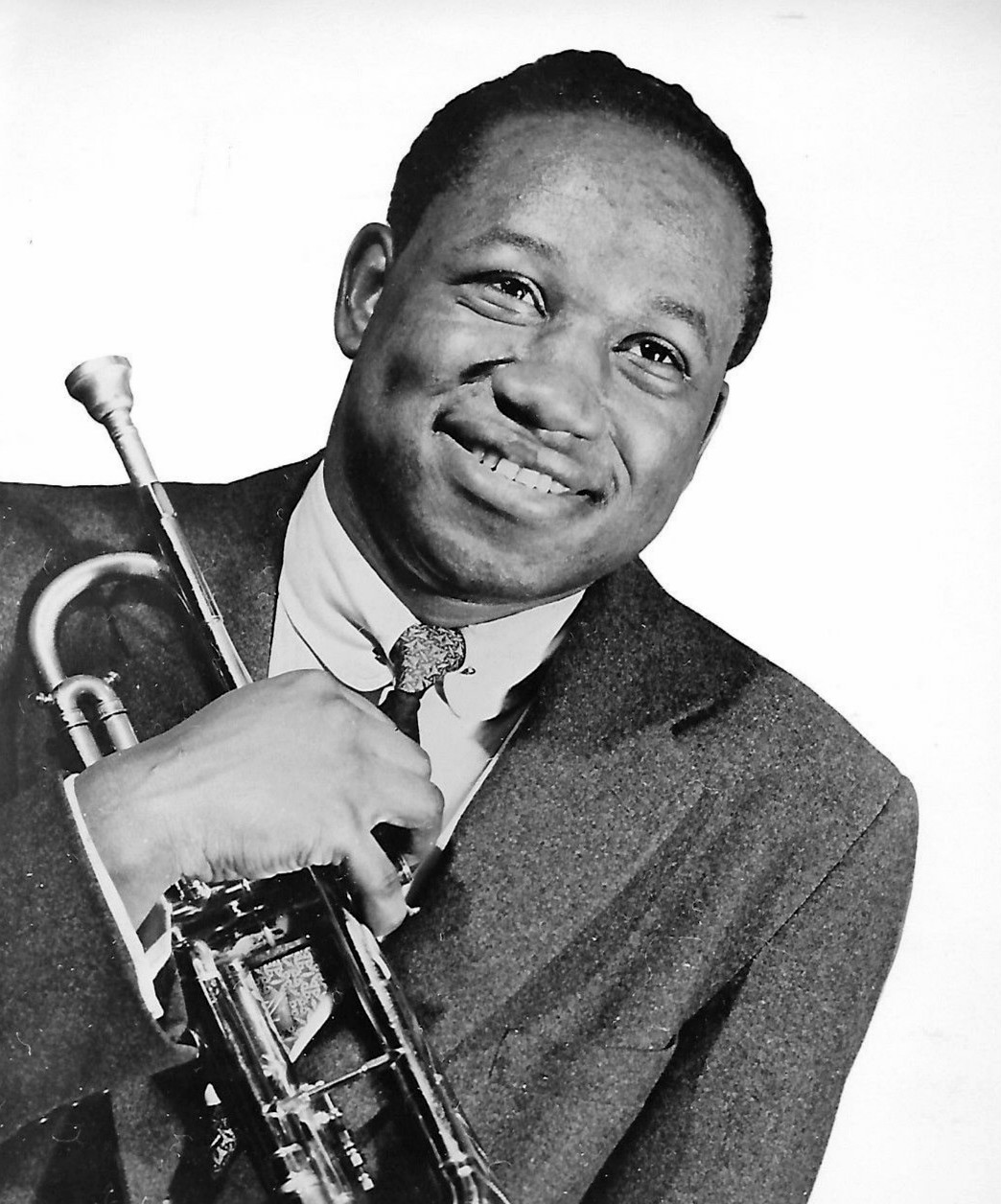
Clifford Brown 1956

### Il testo
He was a king uncrowned

I know I'll always remember

The warmth of his sound»
(Jon Hendricks, I Remember Clifford, 1957)
Nel 1957 Jon Hendricks compose un testo in cui esprime la sua ammirazione per il grande talento del trombettista. Lo stesso anno Dinah Washington incise il brano, nel 1962 fu ripreso da Carmen McRae, nel 1978 fu la volta di Sarah Vaughan,  nel 1985 dal gruppo vocale The Manhattan Transfer ed in seguito da altri vocalisti.

## Altre versioni
- Sempre nel 1957, il brano fu registrato da Lee Morgan nel suo album Lee Morgan, Vol. 3 fra i crediti compaiono l'autore del brano al sax, Gigi Gryce, Wynton Kelly al pianoforte, Paul Chambers al contrabbasso e Charlie Persip alla batteria.
- Nel 1960 Benny Golson con Art Farmer nel LP Meet the Jazztet realizzarono una versione accompagnati fra gli altri da Curtis Fuller al trombone e McCoy Tyner al pianoforte.